# Antanimasaka (Marovoay)
Antanimasaka è una città e comune del Madagascar situata nel distretto di Marovoay, regione di Boeny. 
La popolazione del comune rilevata nel censimento 2001 era pari a 8 103 unità.